# (9116) Billhamilton
(9116) Billhamilton (1997 ES40) – planetoida z grupy pasa głównego asteroid okrążająca Słońce w ciągu 3,53 lat w średniej odległości 2,32 j.a. Odkryta 7 marca 1997 roku.